# Sikhar
Sikhar (en népalais : शिखर) est un comité de développement villageois du Népal situé dans le district de Darchula. Au recensement de 2011, il comptait 2 886 habitants.